# Rauhnåcht
Rauhnåcht (mittelbairisch akzentuiert; bis 2012 Rauhnacht geschrieben) ist ein österreichisches Pagan-Metal-Projekt.

## Geschichte
Das Projekt wurde 2010 vom Salzburger Multiinstrumentalisten Stefan Traunmüller gegründet, welcher Mitte der 90er Jahre bereits das Melodic-Black-Metal-Projekt Golden Dawn begründet hatte. Des Weiteren war er Frontmann der Black-Metal-Band Sternenstaub, die von 1997 bis 2004 bestand. Noch im Gründungsjahr veröffentlichte Traunmüller am 2. November das Rauhnåcht-Debütalbum Vorweltschweigen über das Label Sturmklang (Steinklang Industries). Zwei Jahre darauf folgten neben einer Split-Vinyl-EP gemeinsam mit Sturmpercht noch zwei weitere EPs, die die Titel Urzeitgeist und Waldeinsamkeit tragen. 2014 wurde erstgenannte EP Urzeitgeist neu aufgenommen und zu einem zweiten, vollwertigen Album erweitert, welches über Hammerheart Records realisiert wurde. Gleichermaßen wurde Ende desselben Jahres in erneuter Kollaboration mit Sturmpercht die EP aus dem Jahre 2012 neu aufgenommen und zu einem Album erweitert. 2017 wurde gemeinsam mit Tannöd und Hanternoz die Split-EP Spukgeschichten – Anciennes légendes des Alpes durch Antiq Records veröffentlicht. Am 7. Dezember 2018 erschien das aktuelle, vierte Album Unterm Gipfelthron beim französischen Label Debemur Morti Productions.

## Diskografie
- 2010: Vorweltschweigen (Album, CD/LP,  Sturmklang / Steinklang Industries)
- 2012: Zur Ew’gen Ruh (Split-EP mit Sturmpercht, CD, Percht / Steinklang Industries; Re-Release 2014: Kollaborationsalbum mit Sturmpercht, CD/2x12"-Vinyl/2xLP, Percht / Steinklang Industries)
- 2012: Urzeitgeist (EP, CD/LP,  Percht / Steinklang Industries; Re-Release 2014: Album, CD/2x12"-Vinyl, Hammerheart Records)
- 2012: Waldeinsamkeit (EP, CD/LP, Percht / Steinklang Industries)
- 2017: Spukgeschichten – Anciennes légendes des Alpes (Split-EP mit Tannöd und Hanternoz, CD, Antiq Records)
- 2018: Unterm Gipfelthron (Album, CD/LP, Debemur Morti Productions; 2xLP, Percht / Steinklang Industries)
- 2021: Winterstille (Album, CD/2x12”-Vinyl, Antiq Records)
- 2021: Teufelsspuk und Alpenraunen (Split-Album mit Drudensang, Tannöd und Vinterriket, CD, Obscure Abhorrence Productions)

 Beiträge auf Kompilationen 
- 2010: Vorweltschweigen auf Sturmklang Compilation (CD, Sturmklang / Steinklang Industries)
- 2010: Vorweltschweigen auf Pagan Folk Und Apocalyptic Psychedelia – Kapitel III (CD, Steinklang Industries)
- 2013: Waldeinsamkeit auf Steinklang Industries V 2012–2013 (CD; Steinklang Industries)
- 2013: Das Letzte Licht auf Sturmpercht (8xLP, Boxset, Percht / Steinklang Industries)